# Podallea vasseana
Podallea vasseana är en insektsart som först beskrevs av Navás 1910.  Podallea vasseana ingår i släktet Podallea, och familjen Berothidae. Inga underarter finns listade.